# Oxymacaria persimilis
Oxymacaria persimilis là một loài bướm đêm trong họ Geometridae.